# Teatro Ópera

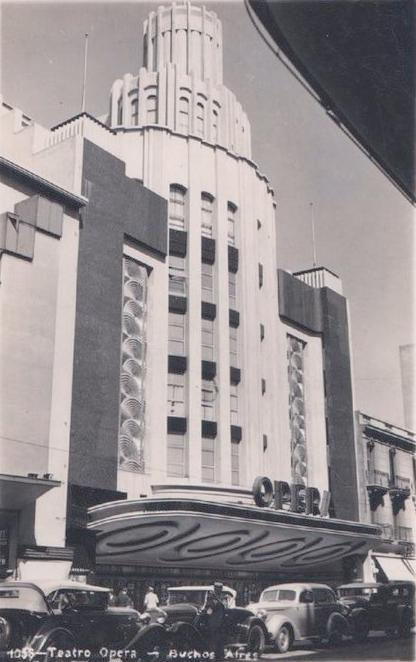
Fotografía de 1930 do Teatro Ópera de Buenos Aires, cujo edifício atual foi concluído em 1936.

Teatro Opera é uma casa de shows, cinema e teatro de Buenos Aires, Argentina.